# Jeanne de Navarre (1382-1413)
Pour les articles homonymes, voir Jeanne d'Évreux et Jeanne de Navarre.
 (février 2017).
Si vous disposez d'ouvrages ou d'articles de référence ou si vous connaissez des sites web de qualité traitant du thème abordé ici, merci de compléter l'article en donnant les références utiles à sa vérifiabilité et en les liant à la section « Notes et références ».
Jeanne d'Évreux ou Jeanne de Navarre, née le 9 novembre 1382 à Barajas en Castille, et morte en juillet 1413 en Béarn, est une infante de Navarre, héritière de ce royaume et comtesse consort de Foix (1412-1413).

## Biographie
Jeanne de Navarre est la fille aînée de Charles III, roi de Navarre et d'Eléonore de Castille. Par son père, elle descend du prince Louis, comte d'Évreux issu de la dynastie capétienne française. Par sa mère, elle descend de Henri II, roi de Castille.
Fille aînée de Charles III elle devient héritière présomptive du royaume de Navarre à l'avènement de ce dernier en 1387. Mais elle perd cette condition en 1397 à la suite de la naissance de son frère cadet, le prince Charles de Navarre.
Cependant, avec la mort prématurée de ce frère en 1402, elle redevient héritière du royaume.
Son père Charles III décide alors de la marier sans plus attendre et lui choisit pour époux Jean de Foix, fils héritier d'Archambaud de Grailly et d'Isabelle de Foix-Castelbon, souverains de Béarn et de Foix, voisins immédiats de la Navarre. Le mariage a lieu le 3 décembre 1402 à Olite, préparant ainsi la création éventuelle d'un grand état pyrénéen.
En 1408, le roi Charles III s'étant absenté du royaume pour un voyage à la cour de France, Jeanne exerce le gouvernement effectif du royaume comme lieutenant-général de son père.
Si l'alliance politique Navarre-Foix fonctionne bien, le mariage, lui, reste stérile, aucun héritier ne venant à naître. En janvier 1412, à la mort de son père, Jean de Foix devient souverain effectif du Béarn et de Foix. Jeanne de Navarre, meurt quelque temps plus tard en juillet 1413.
Se voyant privé du possible héritage de la Navarre Jean de Foix conserve toutefois bien l'espoir d'épouser la sœur cadette de Jeanne, Blanche, la nouvelle héritière mais il lui est finalement préféré le prince Jean d'Aragon en 1420. Jean de Foix mariera cependant son fils d'un second mariage, Gaston, à une fille de Blanche et de Jean en 1434. Et le vœu de Charles III de voir l'union de la Navarre et de Foix sera finalement exaucé en 1479 en la personne de François Fébus, roi de Navarre et comte de Foix.